# Абакша
Абакша, или Абакша 1 — средневековый город–крепость, городище телеутов на территории современного Барнаула. Памятник археологии местного значения. Расположен между селом Берёзовка и посёлком Научный городок на высоком левом берегу Оби. Открыт в 1979 году во время планового осмотра археологами берега.

## Расположение

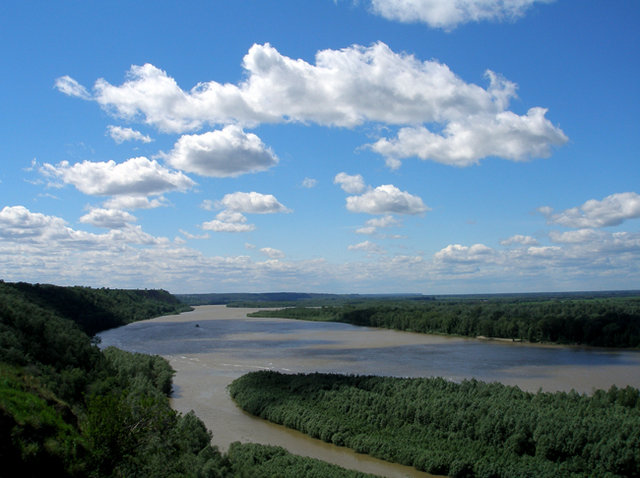
Река Обь в районе городища

Древнее городище площадью около 800 квадратных метров располагается на мысу, который с трёх сторон круто обрывается вниз, к реке Обь и логу. С четвёртой, западной стороны оно было защищено рвом и двумя валами. Перед одним из валов зафиксированы две западины, напоминающие земляночные. За столетия укрепления сильно оплыли: высота внешнего вала составляет около 30 сантиметров при ширине около пяти метров, внутренний вал шире на полтора метра и чуть повыше, а ров шестиметровой ширины сейчас имеет полуметровую глубину. Внешний вид укреплений сохранился хорошо и впечатляет при осмотре.

## Находки и датировка
Во время раскопок в 1979-1980 годах археологи Артур Кунгуров и Вадим Бородаев собрали около двух десятков фрагментов керамики, украшенной оттисками зубчатого штампа и ямками, обломок глиняного прясла (грузила), кости лося, домашней лошади и рыб, а также первые в барнаульском приобье следы выплавки железа. Историки охарактеризовали культурный слой памятника как бедный. Городище датируется средними веками, определить точное время затруднительно.